# Гири, Варахагири Венката
Варахагири Венката Гири (телугу వరాహగిరి వేంకట గిరి, хинди वराहगिरी वेंकट गिरी; 10 августа 1894, Берхампур, Британская Индия — 23 июня 1980, Ченнаи, Индия) — индийский государственный деятель, занимавший должность президента Индии (1969—1974).

## Биография
Родился в семье успешного адвоката и члена Индийского национального конгресса. Родители владели языком телугу.
В 1916 г. окончил Дублинский университетский колледж, где изучал право. По подозрению в участии в Пасхальном восстании был выслан из Ирландии. После возвращения в Индию примкнул к Индийскому национальному конгрессу и поступил на службу в Верховный суд Мадраса. В 1922 г. первый раз был арестован в ходе участия в демонстрации против продажи в магазинах спиртных напитков.
В 1922 г. бы избран генеральным секретарём, а затем президентом Всеиндийской федерации железнодорожных рабочих. В 1926 г. был избран президентом Всеиндийского конгресса профсоюзов, в 1929 г. участвовал в создании Всеиндийской федерации профсоюзов и стал одним из её руководителей. В 1928 г. возглавил забастовку железнодорожных рабочих в Бенгалии, которая вынудила британское правительство пойти на уступки.
В 1934 г. был избран в состав Центральной законодательной ассамблеи, членом которой являлся до 1937 г. Был официальным представителем по вопросам охраны труда и профсоюзов. В 1937—1939 гг. — министр труда, промышленности и кооперации в правительстве Мадрасской провинции. Одновременно в 1938 г. становится председателем Национального комитета по планированию Индийского национального конгресса.
Во время Второй мировой войны (1939—1945) находился в тюремном заключении за активное участие в антиколониальном движении. В 1946—1947 гг. — министр труда и промышленности в правительстве штата Мадрас, в 1947—1951 гг. — первый посол независимой Индии на Цейлоне.
В 1952—1954 гг. — министр труда в правительстве Индии. Выступал за проведение переговоров между работодателями и наёмными работниками с целью решения трудовых споров. Подал в отставку после принятия решения о сокращении зарплат банковским служащим. Сыграл важную роль в создании Индийского общества экономики труда.
Занимал должность губернатора следующих штатов: Уттар-Прадеш (1956—1960), Керала (1960—1965), Майсур (1965—1967). В 1967 году стал вице-президентом Индии и председателем верхней палаты парламента (совета штатов), а в 1969 году был назначен исполняющим обязанности президента Индии после скоропостижной смерти Закира Хусейна.
24 августа 1969 года вступил в должность президента страны. Его избрание сопровождалось острым противостоянием между премьер-министром Индирой Ганди и старой партийной гвардии ИНК, известной как «Синдикат». Всеиндийский комитет Конгресса принял решение поддержать кандидатуру Нилама Санджива Редди, Гири, занимавший пост вице-президента, заявил, что будет баллотироваться как независимый кандидат и получил одобрения премьер-министра Ганди. При окончательном подсчёте голосов победу одержал Гири, получив 420,077 голосов при квоте в 418,169 голоса. В ответ в Верховный суд Индии было направлено обращение о признании голосования незаконным, поскольку выборщиков пытались подкупить. Гири принял решение лично предстать перед судом, где он был допрошен в качестве свидетеля. Суд в конечном счёте отклонил ходатайство и поддержал избрание политика в качестве президента. На посту главы государств осуществил 14 государственных визитов в 22 страны Южной и Юго-Восточной Азии, Европы и Африки. Рассматривается как президент, который был полностью подчинён премьер-министру и нередко назывался «президентом премьер-министра».
Автор книг «Industrial Relations», «Labour Problems in Indian Industry», «Jobs for Our Millions».
Почетный доктор Московского университета с 1970 г. В 1974 г. Индийским департаментом почт и телеграфов была выпущена памятная почтовая марка с изображением политика. В 1995 г. его имя было присвоено Национальному институту труда. В родном городе Берхампуре бывшего главы государства в его честь названа главная дорога, средняя школа и рынок.

## Награды и звания
В 1975 г. был награждён высшей гражданской государственной наградой Индии Бхарат Ратна. Был награждён юбилейной медалью 2500-летия основания Персидской империи.
Почётный гражданин Любляны (1972).